# Vlastimil Vidlička
Vlastimil Vidlička (* 2. července 1981 Zlín) je bývalý český fotbalový obránce a mládežnický reprezentant. Začínal ve Zlíně, dále působil v Slovanu Liberec, polské Wisle Krakow, Teplicích, Spartě Praha, Sigmě Olomouc a Vysočině Jihlava. Byl to pravý obránce s kvalitní střelou, který umí podpořit útok.
V lednu 2015 zůstal bez angažmá, pro jaro přijal nabídku klubu FK Chmel Blšany z přeboru Ústeckého kraje.

## Klubová kariéra

### FC Zlín
Jde o zlínského odchovance. Postupně se přes mládežnické týmy dostal až do prvního mužstva. V roce 2000 přestoupil do Slovanu Liberec, kde se však neuchytil. Po návratu z Liberce (v lednu 2002) se stal oporou základní sestavy Zlína a probojoval se i do české reprezentace do 21 let. V březnu 2005 odešel na zahraniční angažmá do polského klubu Wisła Kraków, kde však příliš nehrál a tak se v létě 2005 vrátil zpět na východní Moravu.
V sezóně 2005/06 odehrál 26 zápasů (0 vstřelených gólů), následující ročník 2006/07 si připsal 27 ligových startů opět bez vstřeleného gólu. V sezoně 2007/08 skóroval ve svém posledním ligovém zápase v dresu Zlína 10. listopadu 2007 proti hostujícímu Kladnu, v 70. minutě ranou z 25 metrů překonal brankáře Petera Kostolanského a zvýšil na 2:0. Zlín domácí utkání vyhrál 4:0. Celkem v této ligové sezóně odehrál za Zlín 13 zápasů. V lednu 2008 pak přestoupil do Teplic.

### FC Slovan Liberec
V létě 2000 přestoupil do Slovanu Liberec, ale zde mnoho příležitostí nedostával. Za půldruhého roku nastřádal pouze 5 startů, gól nezaznamenal. V Gambrinus lize nastoupil poprvé za klub 26. listopadu 2000 proti domácí Viktorii Žižkov, šel na hřiště v 86. minutě. Žižkov vyhrál 2:0. Pak odehrál tři utkání, v nichž nastoupil v základní sestavě: 18. února 2001 proti Jablonci (kompletní zápas, Liberec vyhrál 3:1), 2. března proti Slavii Praha (66 minut, remíza 1:1) a 11. března proti Drnovicím (kompletní zápas, Liberec prohrál 1:2). Poslední start si v libereckém dresu v lize připsal 1. dubna 2001, kdy šel na hřiště v závěru utkání proti Plzni (Liberec prohrál 0:1).
Před jarní částí sezóny 2001/02 se vrátil do Zlína.

### Wisla Krakow (hostování)
V březnu 2005 odešel ze Zlína na hostování do polského klubu Wisła Kraków, i když měl nabídku ze Sparty Praha. V polské lize
zasáhl do hry pouze v 7 zápasech. Nový trenér Wisly Jerzy Engel ho navíc přeřadil do rezervního týmu. S mužstvem Krakowa získal na konci sezóny ligový titul. V létě 2005 se vrátil do Zlína, přestože se o něj zajímal FC Baník Ostrava.

### FK Teplice
V lednu 2008 přestoupil ze Zlína do FK Teplice. Ligovou sezónu 2007/08 dokončil s 10 odehranými zápasy za Teplice (gól nevstřelil).
V sezóně 2008/09 vybojoval s mužstvem český fotbalový pohár, Teplice porazily ve finále druholigové Slovácko 1:0 gólem Aidina Mahmutoviće. V lize nastoupil celkem k 23 zápasům, ani v tomto ročníku se gólově neprosadil. To se mu podařilo až následující sezónu 2009/10, když se trefil ve 2. kole 1. srpna 2009 v utkání proti domácí Plzni (2:2). V následujícím kole 9. srpna se podílel jedním gólem na výhře 3:0 nad hostujícími Českými Budějovicemi, když v 79. minutě zakončil ostrou střelou pěknou teplickou kombinaci. Třetí gól přidal 3. října, v 9. minutě otevíral skóre zápasu s hostujícím Libercem. Vidlička využil zaváhání liberecké obrany a přesnou střelou k pravé tyči skóroval. Teplice vyhrály 2:0. Za sezónu 2009/10 odehrál 27 utkání a celkem vsítil výše zmíněné 3 góly.
27. září 2010 rozhodl jediným gólem zápas s hostující Olomoucí. Po rohovém kopu Teplic v 78. minutě odvrátila olomoucká obrana míč pouze k Pavlu Verbířovi, jehož rána byla zblokovaná. Míč se odrazil k Vidličkovi, který jej okamžitě napálil po zemi a jeho střelu v šestnáctce tečoval Dreksa k pravé tyči olomoucké brány. Byl to Vidličkův jediný přesný zásah v sezoně 2010/11, během níž nastoupil celkem ke 20 ligovým zápasům.

### AC Sparta Praha

#### Sezóna 2011/12
Před sezónou 2011/12 přišel do Sparty Praha jako volný hráč poté, co mu v Teplicích skončila smlouva a novou nepodepsal. S pražským klubem podepsal víceletý kontrakt. 1. října 2011 skóroval ve 35. minutě v ligovém zápase proti domácí Příbrami, zvyšoval na průběžných 2:0. Po rychlé kombinaci středem hřiště se dobře zorientoval v pokutovém území soupeře a dorazil do sítě vyražený míč. Sparta zvítězila 3:0. V posledním 30. ligovém kole sezony 2011/12 12. května 2012 vstřelil úvodní 2 góly v domácím střetnutí s Českými Budějovicemi. Obránce Manuel Pamić na levé straně obešel v 5. minutě Krajčíka a poslal centr na zadní tyč, který Vidlička přes bránícího hráče poslal hlavou do sítě. Druhý gól dorážel ve 40. minutě po centru zleva do prázdné brány, utkání skončilo vítězstvím Sparty 3:0. Tímto výsledkem si Sparta Praha zajistila v konečné tabulce druhou příčku, když předskočila Viktorii Plzeň. Celkem odehrál Vidlička v tomto ligovém ročníku 19 střetnutí a dal 3 góly.

#### Sezóna 2012/13
V klubu mu přibyla na jeho postu na začátku sezony 2012/13 konkurence v osobě španělského mládežnického reprezentanta Pabla Gila, který však po několika chybách přestal nastupovat. 24. září se zranil v utkání proti Sigmě Olomouc (Sparta doma prohrála 1:2), když jej v 19. minutě nevybíravě fauloval Jan Schulmeister. Chvíli v zápasu pokračoval, ale nakonec musel odstoupit. V Evropské lize 2012/13 nahradil zraněného Vidličku Tomáš Zápotočný. 21. října se Vidlička objevil na lavičce náhradníků v zápase proti Jihlavě. V říjnu 2012 také účinkoval společně s Manuelem Pamićem a Léonardem Kweukem ve videoklipu, kterým Sparta Praha oslovila mimopražské fanoušky.
V základní skupině I Evropské ligy 2012/13 byla Sparta Praha přilosována k týmům Olympique Lyon (Francie), Ironi Kirjat Šmona (Izrael) a Athletic Bilbao (Španělsko). V prvním utkání Sparty 20. září 2012 proti domácímu Lyonu odehrál Vidlička kompletní počet minut, pražský klub podlehl soupeři 1:2. V dalších dvou zápasech Evropské ligy (4. října proti Athletic Bilbao a 25. října proti Ironi Kirjat Šmoně) kvůli zranění nenastoupil, nahradil jej Tomáš Zápotočný. Sparta Praha v obou domácích zápasech zvítězila shodně 3:1 a upevnila si druhou příčku za vedoucím Lyonem. V odvetě proti domácí Šmoně (1:1) ani 22. listopadu v domácím zápase s Lyonem (1:1) nenastoupil. Objevil se v základní sestavě až v posledním zápasu základní skupiny I proti Bilbau 6. prosince 2012, díky remíze 0:0 pražský celek získal ve skupině celkem 9 bodů, přičemž postup ze druhého místa si zajistil již předchozí remízou s Lyonem.

### SK Sigma Olomouc
V červenci 2013 přestoupil do klubu SK Sigma Olomouc, kde podepsal dvouletou smlouvu s opcí. Kvůli zranění stehenního svalu debutoval až ve třetím ligovém kole 5. srpna proti domácí Slavii Praha (výhra 3:2). Sezona 2013/14 dopadla neslavně, se Sigmou zažil sestup do druhé české ligy.

### FC Vysočina Jihlava (hostování)
Na konci června 2014 odešel na roční hostování do prvoligové Vysočiny Jihlava. Nastoupil v základní sestavě v úvodních pěti ligových kolech, všechny Jihlava prohrála. Poté byl posazen mezi náhradníky a do konce podzimní části sezóny 2014/15 se na trávníku objevil jen jednou v roli střídajícího hráče.

### Ligová bilance
Platí k 21. 12. 2014
| Ročník                 | Zápasy | Góly | Klub                        |
| ---------------------- | ------ | ---- | --------------------------- |
| Gambrinus liga 2000/01 | 5      | 0    | FC Slovan Liberec           |
| Gambrinus liga 2002/03 | 26     | 1    | FC Tescoma Zlín             |
| Gambrinus liga 2003/04 | 26     | 2    | FC Tescoma Zlín             |
| Gambrinus liga 2004/05 | 16     | 0    | FC Tescoma Zlín             |
| Ekstraklasa 2004/05    | 7      | 0    | Wisła Kraków                |
| Gambrinus liga 2005/06 | 26     | 0    | FC Tescoma Zlín             |
| Gambrinus liga 2006/07 | 27     | 0    | FC Tescoma Zlín             |
| Gambrinus liga 2007/08 | 13     | 1    | FC Tescoma Zlín             |
| Gambrinus liga 2007/08 | 10     | 0    | FK Teplice                  |
| Gambrinus liga 2008/09 | 23     | 0    | FK Teplice                  |
| Gambrinus liga 2009/10 | 27     | 3    | FK Teplice                  |
| Gambrinus liga 2010/11 | 20     | 1    | FK Teplice                  |
| Gambrinus liga 2011/12 | 19     | 3    | AC Sparta Praha             |
| Gambrinus liga 2012/13 | 19     | 0    | AC Sparta Praha             |
| Gambrinus liga 2013/14 | 16     | 0    | SK Sigma Olomouc            |
| Synot liga 2014/15     | 6      | 0    | FC Vysočina Jihlava (host.) |
| CELKEM                 | 275    | 11   |                             |

## Reprezentační kariéra

### Mládežnické výběry
Vlastimil Vidlička nastoupil za některé mládežnické výběry České republiky. S reprezentací do 18 let se zúčastnil Mistrovství Evropy hráčů do 19 let v roce 2000, kde ČR podlehla 23. července v souboji o 3. místo Německu 1:3. S reprezentací U20 se představil v roce 2001 na Mistrovství světa hráčů do 20 let v Argentině, kde český tým vypadl ve čtvrtfinále s Paraguayí. Vidlička nastoupil na 28 minut v jediném zápase základní skupiny 24. června, trenér Dušan Fitzel jej poslal na hřiště ve druhém poločase proti Japonsku (prohra 0:3).
Bilance:
- reprezentace do 17 let: 4 utkání (1 výhra, 3 prohry), 0 vstřelených gólů
- reprezentace do 18 let: 14 utkání (9 výher, 2 remízy, 3 prohry), 0 vstřelených gólů
- reprezentace do 20 let: 3 utkání (1 výhra, 2 prohry), 0 vstřelených gólů
- reprezentace do 21 let: 16 utkání (5 výher, 4 remízy, 7 proher), 0 vstřelených gólů

V reprezentaci do 21 let debutoval 6. září 2002 na příbramském stadionu Na Litavce v přátelském utkání s Jugoslávií. Vidlička nastoupil do hry v průběhu druhého poločasu. ČR utkání prohrála 1:3. V lednu 2003 se zúčastnil fotbalového turnaje v Kataru a zahrál si proti Brazílii (prohra 0:2), Číně (prohra 0:2), Norsku (výhra 2:1) a Egyptu (0:0).

### Reprezentační zápasy
| Rok    | Zápasy | Góly |
| ------ | ------ | ---- |
| 1999   | 4      | 0    |
| Celkem | 4      | 0    |

| Rok    | Zápasy | Góly |
| ------ | ------ | ---- |
| 1999   | 6      | 0    |
| 2000   | 8      | 0    |
| Celkem | 14     | 0    |

| Rok    | Zápasy | Góly |
| ------ | ------ | ---- |
| 2001   | 3      | 0    |
| Celkem | 3      | 0    |

| Rok    | Zápasy | Góly |
| ------ | ------ | ---- |
| 2002   | 2      | 0    |
| 2003   | 14     | 0    |
| Celkem | 16     | 0    |

## Soukromý život
Je také členem týmu Real TOP Praha, v jehož dresu se zúčastňuje charitativních zápasů a akcí.